# Fregoso
I Fregoso o Campofregoso furono una famiglia nobile della repubblica di Genova e della Liguria in generale, divisa in numerosi rami, i cui membri si distinsero in numerose occasioni storiche; molti di essi ricoprirono la carica di doge. 
Alcuni Fregoso furono anche signori di Sarzana e dell'area della Lunigiana storica; altri infine detennero vari feudi, terre e titoli lungo l'arco dell'Appennino Ligure. 
Agostino Fregoso fu titolare della contea di Sant'Agata Feltria in Romagna.

## Storia
Originari dell'omonima località della Val Polcevera, sulla collina sopra Rivarolo, furono mercanti intraprendenti, attivi nelle vicende politiche cittadine a partire dal XIII secolo, con Rolando, castellano di Voltaggio, Gavi e Portovenere.
La famiglia ebbe una forte influenza sulla vita politica genovese, e ben tredici esponenti dei Fregoso divennero dogi; il primo di essi fu Domenico, ma il più famoso fu certamente Paolo, personaggio emblematico di una storia politica dominata dall'ambizione e dal calcolo delle circostanze che fu in generale una caratteristica della famiglia.
Oltre ai dogi altri personaggi si distinsero in vari campi, militari come Abramo, Agostino e Cesare, letterati come Antoniotto o ecclesiastici come Federigo.
La famiglia Fregoso perse la sua importanza politica nella prima metà del XVI secolo con la fine del dogato di Ottaviano, imprigionato dagli spagnoli e morto in carcere a Ischia.
Nel 1528 fu incorporata negli alberghi De Fornari e De Ferrari; riprese il proprio nome nel 1576, ma da allora non ebbe più alcuna importanza storica. Il dominio marchionale di Sant'Agata Feltria è stato trasferito in capo alla famiglia Giannini per linea femminile. 

## Arma
Spaccato dentato di nero e d'argento.

## Esponenti della famiglia Fregoso

### Dogi
- Battista Fregoso (1380-1442)
- Battista Fregoso (1450-1505)
- Domenico Fregoso
- Giacomo Fregoso
- Giano Fregoso (1405-1448)
- Giano Fregoso (1455-1525)
- Lodovico Fregoso
- Ottaviano Fregoso
- Pietro Fregoso (1330-1404)
- Pietro Fregoso (1412-1459)
- Paolo Fregoso, che fu anche cardinale e arcivescovo di Genova
- Spinetta Fregoso
- Tomaso Fregoso

### Altri personaggi
- Agostino Fregoso, condottiero
- Cesare Fregoso, condottiero
- Paolo Battista Fregoso, condottiero
- Giano Fregoso, vescovo
- Federigo Fregoso, cardinale e militare
- Pomellina Fregoso, reggente della Signoria di Monaco
- Galeotto di Campofregoso, condottiero e signore di Virgoletta